# Рашки стил
Рашкият стил (също Рашка школа) е направление в храмовата архитектура и изобразителното изкуство, което възниква в областта Рашка и в Поибрието на територията на Централна Сърбия.
Характеризира и онагледява сградите, фреските и иконите в средновековната държава на Неманичите (Рашка) от края на 12 до края на 13 век.
Към Рашкия стил не спада първият подигнат през средновековието храм по тези земи – Петрова църква. Основна характеристика на архитектурния стил е еднокорабната сводеста куполна базилика с едно кубе. Допълващите сгради обикновено са в романски стил. Романският архитектурен стил е типичен за далматинското крайбрежие и е привнесен в Рашка посредством приморските сръбски области.
Украсата и изографисването на храмовете е по византийски тертип. С териториалното разширение на Рашка към Косово и македонските земи, Вардарският стил постепенно измества Рашкия и се налага в храмовата архитектура и изкуство.

## Обекти
- манастирската църква в Жича, Рашка
- манастирската църква в Милешево, Стари Влах
- манастирската църква в Сопочани, Рашка
- манастирската църква в Студеница, Рашка
- манастирската църква в Градец, Рашка